# Döden och den girige
Döden och den girige är en oljemålning, utförd av den nederländske målaren Hieronymus Bosch år 1485–1490. Målningen ingår i en triptyk tillsammans med Narrskeppet och Allegori över frosseriet och lusten. Även målningen Livets stråt skall ha ingått i konstverket.

## Beskrivning
Målningens tema är dödens oundviklighet, ett memento mori. Bosch var influerad av böcker om ars moriendi, det vill säga hur den kristne skall välja Kristus och det eviga livet framför syndfulla nöjen. Den döende mannen framhärdar även i sin dödsstund i sin girighet och greppar efter en pengasäck som framsträcks av en liten demon. På sängtaket inväntar en demon den giriges död, medan Döden gläntar på dörren.
Den i grönt klädde mannen i förgrunden är förmodligen den girige som han tedde sig i sitt livs dagar. Han har samlat ägodelar i en kista samt en hjälm, ett svärd och en sköld – symboler för strid. Infernaliska smådjävlar fråntar dock mannen dessa ägodelar, då han står inför döden. Sin sista strid tvingas han således utkämpa naken, helt utan vapen och sköld.

## Bilder
| - En liten demon erbjuder den girige en pengasäck. |